# Зубжиця-Велика
Зубжиця-Велика (пол. Zubrzyca Wielka) — село в Польщі, у гміні Шудзялово Сокульського повіту Підляського воєводства.
Населення — 59 осіб (2011).
У 1975-1998 роках село належало до Білостоцького воєводства.

## Демографія
Демографічна структура станом на 31 березня 2011 року:
|          | Загалом | Допрацездатний вік | Працездатний вік | Постпрацездатний вік |
| -------- | ------- | ------------------ | ---------------- | -------------------- |
| Чоловіки | 35      | 5                  | 23               | 7                    |
| Жінки    | 24      | 2                  | 11               | 11                   |
| Разом    | 59      | 7                  | 34               | 18                   |